# Liste des orgues de Bourgogne classés dans la base Palissy des monuments historiques

## Méthodologie
Cette liste prend en compte les orgues de Bourgogne classés uniquement, au titre objet ou immeuble, que ce soit pour leur buffet ou leur partie instrumentale et répertoriés dans la base Palissy des Monuments historiques de France. La section Reprises recense les modifications les plus importantes. Dans certains cas le classement du buffet intègre également la tribune. À défaut de précision, le classement est réputé acquis au titre objet (cas le plus fréquent) mais les initiales I.D. signifient au titre Immeuble par Destination et I. au titre Immeuble.

## Liste
| Localisation                                  | Construction | Reprises                                                                         | Buffet                                                                           | Instrument                   | Illustration |
| --------------------------------------------- | --- | -------------------------------------------------------------------------------- | -------------------------------------------------------------------------------- | ---------------------------- | ------------ |
| Autun, cathédrale Saint-Lazare                | orgue de chœur Aristide Cavaillé-Coll 1862 |                                                                                  |                                                                                  | Notice no PM71001069         |              |
| Autun, Notre-Dame                             | Joseph Callinet 1846, modifié Nicolas-Théodore Jaquot & Charles Didier 1889 |                                                                                  |                                                                                  | Notice no PM71000845 I       |              |
| Auxonne, Notre-Dame                           | Simon Duprey 1615 (grand-corps), ajout Positif Guillaume Mourez 1716 & Pédale Louis Péronard 1746, reconstruction François Callinet 1789 (son premier orgue neuf), modifié Louis Chavan 1822, relevé Joseph Callinet 1838, en partie mutilé (2/3 tuyaux) Jules Bossier 1927, réparé Philippe Hartmann & Robert Flory 1975 | Restauré Laurent Plet 1997                                                       | Notice no PM21000126 grand corps Simon Duprey                                    | Notice no PM21000136         |              |
| Avallon, collégiale Saint-Lazare              | Nicolas Chambry 1847, achevé Paul Chazelle 1850 supprimant le Positif, sculpteur Guillaumet | Restauration étudiée 2012                                                        | Notice no PM89000107 + tribune                                                   | Notice no PM89000109         |              |
| Beaune, collégiale Notre-Dame                 | Jean d'Herville 1637, réemploi éléments buffet 1548; Positif Jean Treuillot 1687; modifié Charles-Joseph Riepp 1754; restauré François Callinet, Joseph Rabiny 1786, Barker & Charles Verschneider 1865, transformé Jean-Baptiste Ghys 1895                                                                               | Restauré Bartoloméo Formentelli 1988                                             | Notice no PM21000211                                                             | Notice no PM21003096         |              |
| Chalon-sur-Saône, ex cathédrale Saint-Vincent | Julien Tribuot 1702 réemploi grand-corps 1650; modifié Charles-Joseph & Robert Riepp 1750, réparé François Callinet 1804, démonté 1819, remonté, agrandi Félix Danjou 1846, modifié Charles Verschneider 1858 | Restauré Robert Boisseau 1970 puis Jean-Marc Cicchero & Jean Deloye 1992         | Notice no PM71000776 I.D.                                                        | Notice no PM71001072 Inscrit |              |
| Dijon, cathédrale Saint-Bénigne               | Charles-Joseph & Robert Riepp 1745; reconstruit Jean Richard 1787; restauré Daublaine & Callinet 1847, puis Joseph Merklin 1860, enfin Roethinger 1953 avec Robert Boisseau pour l'harmonisation | Restauré Gerhard Schmid 1996                                                     | Notice no PM21000738 Edme & Guillaume Marlet sculpteurs                          | Notice no PM21002654         |              |
| Dijon, Saint-Michel                           | Ste-Chapelle de Dijon Emiland Lorin1699, reconstruit Charles-Joseph Riepp 1741; déplacé, agrandi Joseph Callinet 1829; reconstruit Jean-Baptiste GHYS1886 | Modifié Michel, Merklin &Kuhn1964                                                | Notice no PM21000811 I. liste 1840 Bénigne Marlet                                | Notice no PM21003099         |              |
| Garchizy, Saint-Martin                        | Daublaine & Callinet 1841, restauré Aristide Cavaillé-Coll 1867 |                                                                                  |                                                                                  | Notice no PM58000639         |              |
| Joigny, Saint-Jean                            | Joseph Merklin 1884 dans buffet fin XVIIe siècle, agrandi XVIIIe siècle, positif vidé; modifié Bossier 1930 | Relevé J.P. Villard 2011                                                         | Notice no PM89000631                                                             |                              |              |
| Joigny, Saint-Thibault                        | Pierre-Alexandre Ducroquet 1842, modifié Anneessens 1908, restauré Jean-François Muno 1986 état 1842 | Relevé J.F.Muno 2007                                                             |                                                                                  | Notice no PM89000674         |              |
| La Charité-sur-Loire, Notre-Dame              | Frères Baldner 1887 dans buffet époque Louis XIII venant de la Sainte Chapelle de Bourges, rajouts latéraux XVIIIe siècle |                                                                                  | Notice no PM58000558 I.D.                                                        | Notice no PM58000635 Inscrit |              |
| Ligny-le-Châtel, Sts Pierre & Paul            | Anonyme 1600 sans buffet de Notre-Dame de Tonnerre, grand-corps 1709, Positif 1715, transféré et remanié 1889 Paul Chazelle qui vide le Positif | Instrument muet depuis 1944                                                      |                                                                                  | Notice no PM89000736         |              |
| Mâcon, Saint-Pierre,                          | orgue de chœur d'Aristide Cavaillé-Coll 1866, buffet du menuisier Ferret |                                                                                  |                                                                                  | Notice no PM71000468         |              |
| Meursault, St-Nicolas                         | Charles Mutin pour les Concerts Colonne à Paris, acheté 1927 | Relevé 2011                                                                      |                                                                                  | Notice no PM21002624 I       |              |
| Nevers, cath. Saint-Cyr-et-Sainte-Julitte     | Ne subsiste que le buffet de la 1re moitié du XVIe siècle et encore, sous la forme de quelques éléments complétés par d'anciens lambris de revêtement; abritant un orgue de 1978 par Danion-Gonzalez. |                                                                                  | Notice no PM58000573                                                             |                              |              |
| Noyers, Notre-Dame                            | Charles Cachet 1741, modifié 1779 René Cochu qui transfère l'Écho dans le Positif | Non restauré 2012                                                                |                                                                                  | Notice no PM89000865         |              |
| Nuits-Saint-Georges, Saint-Symphorien         | Étienne Tourneur 1714, transformé Bénigne Boillot & Maret 1789 | Restauré 2017 Quoirin & Saby-Michel Formentelli                                  | Notice no PM21001669 Gaguet & Lépine 1761, restauré Alice & Gabriel Quoirin 2017 | Notice no PM21001677         |              |
| Pontigny, abbatiale Notre-Dame                | NICOLAS & Chrétien DOGNON 1645 pour abbaye St Pierre de Châlons-sur-Marne, transféré avec nouveau buffet Pos. Jean RICHARD 1775 | Transformé Gaston Gutschenritter 1954 projet restauration 2012                   | Notice no PM89001833                                                             | Notice no PM89002643         |              |
| Saint-Bris-le-Vineux, Saint-Prix & Saint-Cot  | Michel Burat 1657, agrandi René Cochu 1777 | Restauré Didier Chanon 1989                                                      |                                                                                  | Notice no PM89001009         |              |
| Saint-Jean-de-Losne, St Jean-Baptiste         | Bénigne Boillot 1768, réparé François Callinet avant 1794, un peu modifié Michel Côte 1816, Louis Chavan 1825, Bernard Rothé 1852 | état d'origine Ph.Hartmann 1963, Jean Deloye 2003                                | Notice no PM21001977                                                             | Notice no PM21001980         |              |
| Saint-Julien-du-Sault, Saint-Pierre           | Anonyme vers 1568, restauré Julien Tribuot 1695 avec ajout demi-clavier d'écho et trompette, réparé Crochu 1750, puis 1843, tuyauterie partie vandalisée 1925 | Reconstitué 2008 Bertrand Cattiaux                                               |                                                                                  | Notice no PM89001076         |              |
| St Vincent-des-Prés, Saint-Vincent            | Anonyme, buffet 1650 |                                                                                  | Notice no PM71000818 I.                                                          |                              |              |
| Semur-en-Auxois, collégiale Notre-Dame        | Charles-Joseph Riepp 1754 à St Pierre & St Paul de Langres, transféré Joseph Rabiny 1777, reconstruction conservatrice Joseph Callinet 1833 | Restauré Jean Deloye, harmonisé par Philippe HARTMANN, buffet Paul Vidgrain 1985 | Notice no PM21002234                                                             | Notice no PM21002227         |              |
| Sens, Cathédrale St-Étienne                   | François Mangin (Jehan Richard buffet) 1734, restauré Jean Richard 1774, transformé Édouard Stoltz 1890 | Restauré J.L.Boisseau, B.Cattiaux 1979 puis Laurent Plé en 2021                  |                                                                                  | Notice no PM89001177         |              |
| Seurre, Saint-Martin                          | Julien Tribuot 1699 pour l'abbaye de Maizières, transféré Bénigne Boillot 1791 | Restauré Bernard Aubertin 1991                                                   | Notice no PM21003105                                                             | Notice no PM21002251         |              |
| Tonnerre, Saint-Pierre                        | Jehan Gros 1610, reconstruit Joseph de Saint-Martin 1675 dans un buffet de Jehan Ravary, Jehan Roy & Jehan Sourt, réparé Louis & Nicolas Lebé 1707 | Déplacé du chœur en tribune 1847                                                 | Notice no PM89001644                                                             |                              |              |
| Toucy, Saint-Pierre                           | Positif et garde-corps 1591, grand-corps début XVIIe siècle cathédrale d'Auxerre; restauré Adrien L'Épine 1768, Gadault 1829, Ducroquet 1852, transféré 1901 |                                                                                  | Notice no PM89001355                                                             |                              |              |
| Tournus, abbatiale Saint-Philibert            | Jehan d'Herville 1629, restauré Pierre Frangas 1698, ajout Positif Louis & François Chavan 1822 | Reconstruit Édouard Ruche 1929, restauré Jean Deloye 1990                        | Notice no PM71000799 I.D. liste 1840 Gaspard Symon 1629                          | Notice no PM71000718         |              |
| Villeneuve-sur-Yonne, N.D. de l'Assomption    | Marcellin Tribuot 1737 & 1744, positif dorsal de 1780 | Restauration Daniel Kern 1998                                                    | Notice no PM89002653 sieur Gaumont                                               | Notice no PM89002652         |              |

## Source
- Base Palissy des Monuments historiques de France